# Provincia Perugia
Perugia este o provincie în regiunea Umbria în Italia.